# 17 aC
El 17 aC fou un any del calendari romà prejulià.

## Naixements
- Armini el Querusc, guerrer germà que va destruir l'exèrcit romà.
- Gneu Domici Ahenobarb, consol romà.